# Sant Adrià de Besòs
Sant Adrià de Besòs település Spanyolországban, Barcelona tartományban. Lakosainak száma 38 490 fő (2024).

## Földrajza
Sant Adrià de Besòs Barcelona, Santa Coloma de Gramenet és Badalona községekkel határos.

## Megközelítése
A település Barcelona felől a Barcelona–Mataró–Maçanet-Massanes-vasútvonalon közelíthető meg a Renfe/Rodalies de Catalunya R1 elővárosi járataival.

## Testvértelepülések
- San Adrián
- Saint-Chamond
- Bilbao

## Népesség
A település lakosságának változását az alábbi diagram mutatja:
| Lakosok száma | 59   | 271  | 8401 | 15 801 | 33 939 | 32 845 | 33 223 | 35 386 | 37 097 | 38 490 |
|               | 1717 | 1887 | 1936 | 1960   | 1986   | 2003   | 2008   | 2014   | 2019   | 2024   |